# Picanyol
Picanyol, nombre artístico de Josep Lluís Martínez Picañol (Moyá, 16 de marzo de 1948-Moyá, 18 de marzo de 2021), fue un historietista e ilustrador español. Está considerado un clásico moderno del cómic catalán.

## Biografía
Durante las décadas de los sesenta y setenta del siglo pasado, la agencia de cómics de Barcelona S.I. Artists, dirigida por Josep Toutain, dio una oportunidad a muchos profesionales e ilustradores del cómic. Uno de estos jóvenes fue Picanyol. Después de intentar, sin éxito, publicar historietas del Oeste y aventuras en un estilo de dibujo realista, encontró en el dibujo humorístico la vía que le permitiría realizar un trabajo personal y genuino. Sus primeros trabajos como profesional fueron chistes (“cartoons”).
A finales de los años 1960 empezó a colaborar en las revistas Mata Ratos y L'Infantil (más adelante conocida como Tretzevents). Esta última revista le dio las oportunidades de experimentar la ilustración y de aprendizaje que le permitieron cambios de estilo y de personajes.
Con el tiempo, Picanyol, llegó a colaborar con numerosas revistas y periódicos, e incluso con la televisión (TV2, circuito catalán, 1983-1986). En el 1981 empezó a publicar en semanario Lecturas. Entre 1982-1984 fue el único autor de la revista Mussol que editaba Norma Editorial. Esta revista, completamente dedicada a los pasatiempos, tuvo continuidad en los cuadernos Picajocs, de Barcanova (1991), y en las colecciones La Rata Savia (1.ª ed. 1996), L'aligot savi (1.ª ed., 2000) y El gripau saberut (1.ª ed., 2003-2004) de la Editorial Galera. Actualmente estos cuadernos de entretenimiento los publica Editorial el Pirata:
1- Memoria de elefante: cuaderno para primero de primaria: 978-84-17210-47-2
2- Memoria de elefante: cuaderno para segundo de primaria: 978-84-17210-48-9
3 Memoria de elefante: cuaderno para tercero de primaria: 978-84-17210-49-6
Sus adaptaciones al cómic de cuentos y leyendas populares –publicadas primero en Cavall Fort y posteriormente en libro por Pagès Editors (2001) – inspiraron a Antoni Tolmos un concierto en orquesta sinfónica: Musicómic, con catorce músicos y tres actores.
Entre 2005 y 2006, y en un momento de crisis creativa, se dedicó a escribir su autobiografía que publicó en catalán con el título Històries d’una pensió, donde relata las experiencias vividas en los años 50, cuando su madre abrió una pensión en Moyá.
En 2010 participó en un proyecto de TV3 para ilustrar algunos temas de la música popular catalana e interpretó Puff, el drac màgic, de Falsterbo.
A través de Barcelona Multimedia, ha ilustrado La Biblia de los niños (2011) en cómic, que se ha traducido a distintos idiomas y se ha editado en países como Italia, Estados Unidos, Alemania, Francia… Durante el 2012 ha dibujado el cómic Francisco y Clara de Assís, y más recientemente Ignacio de Loyola y Los Salmos. También publicó La Biblia en juegos.
En 2016 publicó con Editorial el Pirata El gran libro de las siete diferencias, un libro para jugar a encontrar siete diferencias en cada doble página.
En 2018 publicó los cuadernos de Entretenimiento, que forman parte de un plan lector, El Plan Dinámico Lector, para mejorar la comprensión lectora, trabajar en valores y dinamizar la lectura.

## Personajes
Su personaje más conocido y característico es Ot el brujo, personaje del cual publica dos tiras cómicas en cada número de Cavall Fort ininterrumpidamente desde 1971. A partir de 1987, Pirene Editorial, editó las tiras de Ot en libros. En 1996 Barcelona Multimedia embarcó el personaje y su autor en una aventura informática, creando la colección de CD-Rom Juegotes, con guiones y dibujos de Picanyol. Las editoriales Editorial el Pirata, Galera y Baula también han editado libros de Ot. En motivo de la celebración del 40 aniversario del Ot el brujo, en 2009, Norma Editorial inició la edición de todas las tiras cómicas de Ot, actualmente hay tres volúmenes publicados. Otros personajes e historietas del dibujante Picanyol son:
- El trovador
- Nuria y su familia y Miss Lucy and the Islanders, que publicaba la revista Lecturas
- Sopars de duro (Literalmente: Cenas de duro; metafóricamente: mentirijillas o exageraciones)
- Alabí
- Las hijas del juglar
- Els mims (Los mimos)
- La familia Moixó
- Noemí y el piloto
- L'illa perduda (La isla perdida)
- El doctor Pots y sus ayudantes (El doctor Pots i els seus ajudants)